# Нгуен Ван Хунг, Питер
Питер Нгуен Ван Хунг (англ. Peter Nguyen Van Hung, вьет. Phêrô Nguyễn Văn Hùng, тьы-ном 阮文雄; род. 21 ноября 1958 года) — австралийский католический священник вьетнамского происхождения. Правозащитник. Признан Государственным департаментом США «героем, борющимся против современного рабства».

## Биография
Родился в 1958 году в многодетной католической семье в Южном Вьетнаме. После смерти отца стал кормильцем семьи. В 1979 году покинул Вьетнам на переполненной лодке. Находился в море в течение 36 часов, после чего был спасён норвежским судном и доставлен в Японию, где он вступил в католическую конгрегацию «Миссионерское общество святого Колумбана».
Проживал в Японии последующие три года. Работал на различных работах. В 1988 году был направлен «Миссионерским обществом святого Колумбана» на Тайвань в качестве миссионера. Потом обучался в католической семинарии в Сиднее, Австралия. В 1988 году окончил образовательное учреждение «Sydney College of Divinity» в Сиднее. В 1991 году был рукоположен в священники. В 1992 году возвратился на Тайвань.
В 2004 году основал Службу помощи вьетнамским мигрантам-рабочим и невестам (Vietnamese Migrant Workers and Brides Office) в Таоюане. Занимался благотворительной деятельностью среди вьетнамских эмигрантов на Тайване, обеспечивая их юридической и иной защитой.
Выступал против трудовой и сексуальной эксплуатации женщин, прибывших на Тайвань в качестве служанок, невест и дешёвой трудовой силы. В первые три года основанная им благотворительная служба помогла двум тысячам женщинам и семи тысячам рабочим эмигрантам.
После опубликования докладов о злоупотреблениях в отношении вьетнамских эмигрантов ситуация с их положением вышла на международный уровень. Государственный департамент США классифицировал данную ситуацию на Тайване на уровне Камбоджи, что вызвало отрицательную реакцию тайваньского правительства.
25 июня 2006 года Государственный департамент США признал его «героем, борющемся против современного рабства».
В 2012 году окончил Институт психиатрии Нового Южного Уэльса, Австралия.